# Disque solaire
Pour les articles homonymes, voir Disque solaire photovoltaïque.

Disque solaire sur la tête de la vache céleste Hathor

Rê coiffé du disque solaire sur la tête de faucon

Le disque solaire est un objet symbolique de la mythologie égyptienne. Le plus souvent, il symbolise le Soleil, mais peut également faire allusion à la Lune ; on parle alors de disque lunaire.
Il peut comporter des ailes de chaque côté (disque solaire ailé), ou porter un uræus au centre (disque solaire à uræus).
Rê est le dieu du disque solaire. Il est souvent représenté avec une tête de faucon sur laquelle est posé le disque solaire protégé par le cobra dressé.
Nombreuses sont les divinités égyptiennes portant ce disque solaire, en particulier la vache céleste Hathor et le scarabée Khépri.
Aton, sous le règne d'Akhénaton, est représenté sous la forme d'un disque solaire, dont les rayons terminés par des mains, tendent la clef de vie Ânkh.

## Disque solaire ailé

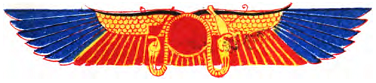
Entête de la page de couverture du livre d'E. A. Wallis Budge, Ancient Egypt, Her Testimony to the Truth of the Bible

Les origines du « disque solaire ailé » remontent à la magie[réf. nécessaire] de l’Égypte antique. Ce symbole a été utilisé par de nombreux groupes tels que la franc-maçonnerie, les spirites[réf. nécessaire], la théosophieet les Rose-Croix.